# Seiusi Corona
Seiusi Corona est une corona, formation géologique en forme de couronne, située sur la planète Vénus par -62° S et 241° E. Elle est localisée dans le quadrangle de Godiva. Elle a été nommée en référence à Seiusi, déesse de la fertilité pour les Tupi/Huarani (Bolivie) . 

## Géographie et géologie
Seiusi Corona couvre une surface circulaire d'environ 150 km de diamètre. 